# Inberg
Inberg är ett efternamn som förekommer i Finland.

## Personer med efternamnet Inberg
- Asta Backman (född Inberg, 1917–2010), finländsk skådespelare
- Johan Alexander Inberg (1844–1909), finländsk pianotillverkare och harmoniumtillverkare
- Barbro Boldt (född Inberg, 1913–1992), finlandssvensk bibliotekarie